# Jacques Champion de Chambonnières
Pour les articles homonymes, voir Champion (homonymie).
Jacques Champion de Chambonnières (vers 1602-1672) est un compositeur et claveciniste français de la période baroque. Il porta son art à un haut degré de perfection et de raffinement et il est considéré comme le fondateur de l'École française de clavecin.

## Biographie
Il est petit-fils de Thomas Champion dit Mithou, épinettiste d'Henri II, Charles IX et Henri III, et fils de Jacques Champion de La Chapelle, également claveciniste et organiste du roi, dont il reçoit la survivance.
Il épouse la fille d'un hobereau de la Brie, propriétaire d'un petit manoir au Plessis-Feu-Aussoux, le sieur de Chambonnières dont il accole le nom au sien pour se faire appeler chevalier, sieur et baron de La Chapelle et de Chambonnières.
À Paris, il organise près de son domicile, non loin de l'église Saint-Eustache, et en engageant des musiciens à grands frais, des concerts privés sous le nom d'Assemblée des honnestes curieux, qui seront toujours déficitaires mais flattent sa munificence. Il prétend faire de la musique en dilettante.
D'un caractère difficile, il fait l'entendu, roulant carrosse et se voulant grand seigneur (selon André Pirro). D'ailleurs, il danse avec le roi dans le Ballet de la Nuit de Lully en 1653. Pourtant, il se verra préférer Étienne Richard comme maître de clavecin de Louis XIV. La même année est prononcée par la justice la séparation de biens avec son épouse. Il tombe en disgrâce pour avoir refusé de jouer la basse continue dans des œuvres de Jean-Baptiste Lully, tâche qu'il considère comme indigne de lui (selon une autre version, rapportée bien plus tard par le violiste Jean Rousseau, «  M. de Chambonnières ne sçavait pas accompagner, & [..] ce fut pour ce sujet qu'il fut obligé de se défaire de la charge qu'il avoit chez le Roy, et de s'en accomoder avec M. d'Anglebert.  »).
Son goût du luxe fait que sa seconde épouse le quitte, et il termine sa vie dans une certaine gêne, attirant quelques sarcasmes sur sa condition. Plusieurs contacts sont pris auprès de souverains étrangers pour retrouver un poste digne de son rang (et de son réel talent), mais ceux-ci n'aboutissent pas.
Sa charge de claveciniste du roi, refusée par Louis Couperin en égard à son bienfaiteur, est reprise par Jean-Henri d'Anglebert, l'un de ses élèves. Lui-même se consacre ensuite à la publication de son œuvre, au prétexte que nombre de ses œuvres circulent en copies, mais établies de façon imparfaite.
Claveciniste incomparable selon ses contemporains - au rang desquels figurent notamment Marin Mersenne et Constantin Huygens, c'est en effet le premier en France qui acquiert une réelle notoriété de compositeur et d'interprète sur cet instrument, auquel il a voué son œuvre. C'est lui qui découvrit le talent de Louis Couperin et le fit venir à Paris. Il eut pour élèves, entre autres, Louis Couperin et ses deux frères, Jacques Hardel, Robert Cambert, Jean-Henri d'Anglebert, Guillaume-Gabriel Nivers et probablement Nicolas Lebègue. En mémoire de son maître, d'Anglebert a composé, pour le clavecin, l'admirable Tombeau de Monsieur de Chambonnières.

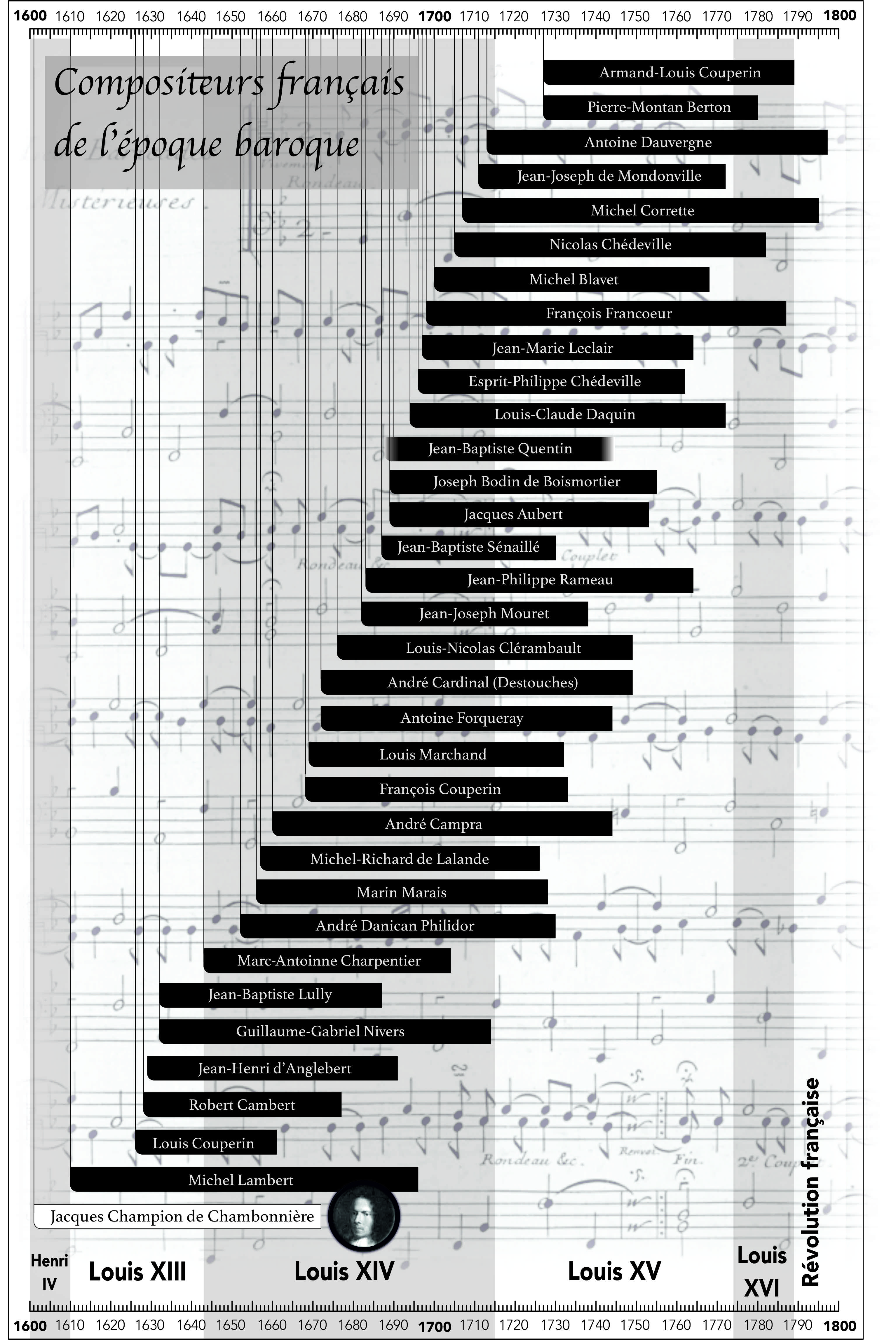
Jacques Champion de Chambonnières au début de XVIIe siècle.

Dans son magistral traité de L'Harmonie universelle (1636/1637), Marin Mersenne évoque ainsi le talent de Chambonnières :

Thomas Champion Organiste et Epinette du Roy, a defriché le chemin pource qui concerne l'Orgue et l'Epinette, sur lesquels il faisoit toutes sortes de canons, ou de fugues à l'improuiste: il a esté le plus grand Contraponctiste de son temps ; son fils Iaques Champion sieur de la Chappelle, et Cheualier de l'Ordre du Roy, a fait voir sa profonde science, et son beau toucher sur l'Epinette, et ceux qui ont connu la perfection de son jeu l'ont admiré, mais apres auoir oüy le Clauecin touché par le sieur de Chanbonniere, son fils, lequel porte le mesme nom, ie n'en peux exprimer mon sentiment, qu'en disant qu'il ne faut plus rien entendre apres, soit qu'on desire les beaux chants et les belles parties de l'harmonie meslées ensemble, ou la beauté des mouuemens, le beau toucher, et la legereté, et la vitesse de la main iointe à vne oreille tres-delicate, de sorte qu'on peut dire que cet Instrument à rencontré son dernier Maistre.

## Œuvres

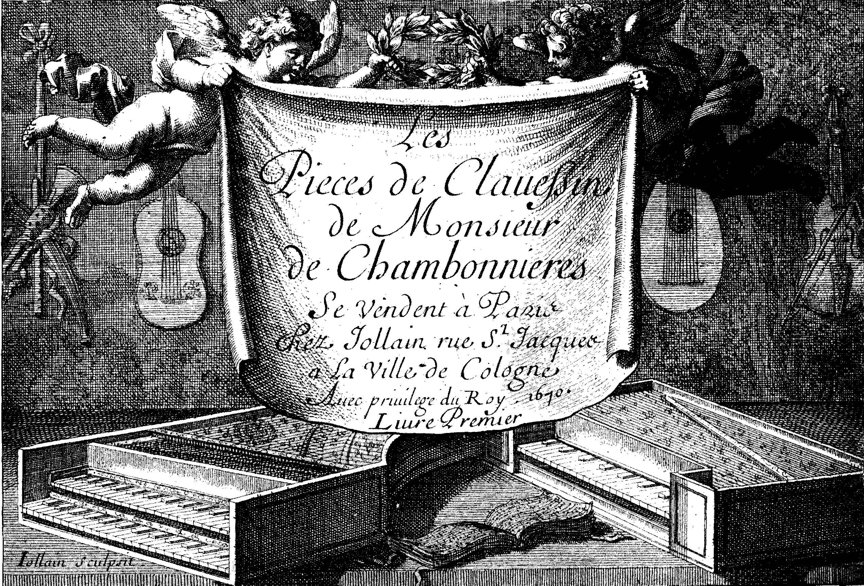
La page du titre du premier livre des Pièces de clavessin (1670). La mention Livre premier n'apparaît pas sur le premier tirage.

Chambonnières a adapté au clavecin les éléments de la suite de danses des luthistes et le style luthé ou « style brisé » - qui consiste à arpéger très librement les accords, à la manière de ces derniers. Ce style caractérisera la musique française de clavecin pendant plusieurs dizaines d'années jusqu'à la seconde moitié du XVIIIe siècle.
L'intégralité de sa production consiste d'ailleurs en pièces de danse qui, dans ses deux livres, sont regroupées en suites - le nom de « suitte » (sic) n'apparaîtra que plus tard, chez Lebègue - mais l'interprète peut constituer lui-même une suite en choisissant des pièces disponibles dans la tonalité choisie, suivant l'usage du temps.
Ses deux livres de pièces de clavecin, comprenant au total une soixantaine de pièces, sont les premiers édités en France :
- Les Pièces de clavessin... [Livre premier]. Paris : Jollain, 1670. RISM C 1785. Fac-similé : J.-M. Fuzeau, 1989, etc. Numérisé sur Gallica
- Les Pièces de clavessin... livre second. Paris : Jollain, (1670). RISM C 1786. Fac-similé : J.-M. Fuzeau, 1991, etc. Numérisé sur Gallica.
- D'autres pièces de sa composition se retrouvent dans divers manuscrits tels que le manuscrit Bauyn et le manuscrit Parville.

Les œuvres complètes (contenant 142 pièces) ont été éditées par Paul Brunold et André Tessier : Jacques Champion Chambonnières : œuvres complètes (Paris : Editions M. Senart, 1925, rééd. New York : Broude Brothers, 1967). Une nouvelle édition refondue est publiée par Denis Herlin et Bruce Gustafson en 2017.

## Discographie
- Françoise Lengellé, Chambonnières : Pièces de Clavecin. 1 CD Lyrinx 066, 1985.
- Françoise Lengellé, Chambonnières : Pièces de Clavecin. 1 CD Pan Classics 10170, 2004.
- Skip Sempé, Chambonnières, Pièces de clavecin. 1 CD Deutsche Harmonia Mundi, 77210, 1992.
- Johanne Couture, La belle Homicide : musique française du XVIIe siècle. 1 CD Early-music.com EMCCD 7758.
- Olivier Baumont, clavecin, Claire Antonini, théorbe, Paul Thomson, luth 11 chœurs, Jacques Champion de Chambonnières : Les Pièces de clavessin. Livre premier et Livre second (Paris 1670), Tombeau de Mr de Chambonnières (Jean Henry d'Anglebert), 2 CD AS musique, ASM 001 avec un livret documenté de 47 pages, 2003.
- Franz Silvestri, Chambonnières : Harpsichord Suites, Parution chez Brilliant Classics le 1 septembre 2016, 38 pièces